# 쇼 코스기
쇼 코스기(일본어: ショー・コスギ 쇼 고스기[*], 1948년 6월 17일~)는 일본의 액션 영화 배우이다. 본명은 고스기 쇼이치(일본어: 小杉正一)이다. 장남 케인 코스기, 차남 셰인 코스기도 배우이다.

## 출연 작품
- 닌자 어쌔신 (2009)
- 액션 진기명기 (1990)
- 마검의 심판자 (1989)
- 블랙 이글 (1988)
- 대분노 (1987)
- 닌자의 반란 (1985)
- 죽음의 기도 (1985)
- 닌자 3 (1984)
- 마스터 닌자 (1984)
- 닌자 2 - 닌자의 복수 (1983)
- 닌자 (1981)
- 아메리카 방문객 (1976)